# Spitygniew Brneński
Spitygniew Brneński (zm. 1199) – książę brneński w latach 1189–1191 i 1194–1198.
Tradycyjnie Spitygniew był uważany za syna Wratysława Brneńskiego, co nie ma żadnej podstawy źródłowej. Ostatnio filiacja ta została zakwestionowana i Spitygniewa - oraz jego brata Świętopełka – hipotetycznie uznano za synów Świętopełka Władysławowica oraz nieznanej z imienia córki króla węgierskiego Gejzy II. W 1189 r. został księciem brneńskim. Po śmierci Konrada II Ottona wspierał w walce o tron czeski najpierw Wacława II, a następnie Henryka Brzetysława. Po śmierci księcia-biskupa był jednym z kandydatów do tronu praskiego. Został oślepiony i wkrótce zmarł.